# 曾廷富
曾廷富（1967年1月—），四川省隆昌县人，中华人民共和国政治人物。

## 生平
1967年1月，曾廷富出生在四川省隆昌县。
1985年6月，曾廷富加入中国共产党。曾廷富原本在隆昌师范附属小学工作，之后调入中共隆昌县委组织部，后来先后出任共青团隆昌县委副书记、书记；龙市镇党委副书记、镇长；隆昌县委常委兼县政府办公室主任。
2005年7月，曾廷富调任中共资中县委常委、县政府党组副书记、常务副县长。
2009年9月，曾廷富调任内江经济开发区党组副书记、管委会主任、内江市水务局党委书记、局长。
2017年3月，曾廷富升任中共资中县委书记。
2021年1月，曾廷富出任内江市人大常委会党组成员、副主任。

### 落马
2021年7月，曾廷富因“某单位内部食堂违规组织吃喝、违规配备和使用公务车辆等问题”受到党内严重警告处分。
2023年11月9日，曾廷富涉嫌严重违纪违法接受四川省纪委监委纪律审查和监察调查。
2024年5月27日，曾廷富遭到开除公职、开除党籍（双开）处分。